# Cicadula glanvillei
Cicadula glanvillei är en insektsart som beskrevs av Dale 1878. Cicadula glanvillei ingår i släktet Cicadula och familjen dvärgstritar. Inga underarter finns listade i Catalogue of Life.